# Бои за Бахмут
Бои́ за Бахму́т (также «Бахму́тская мясору́бка») — боевые действия в 2022—2023 годах за город Бахмут Донецкой области Украины в рамках битвы за Донбасс. Несмотря на первоначальное отсутствие большого тактического и стратегического значения, Бахмут стал центром масштабного столкновения украинских и российских войск. Сражение за него стало самым длительным в российско-украинской войне, приобретя большое стратегическое значение для обеих сторон.
Вероятно, российские попытки захвата Бахмута были частью плана по окружению группировки ВСУ в Краматорске и Славянске. Однако после украинского контрнаступления в Харьковской области штурм Бахмута потерял первоначальный смысл.
К началу 2023 года город, по словам главы областной администрации Павла Кириленко, был разрушен более чем на 60 %, а к маю — практически полностью.
В конце мая 2023 года Бахмут захватили российские войска, бои в окрестностях города продолжились.
По данным украинской стороны численность российских войск на бахмутском направлении составляла около 80 тысяч человек на 14 января 2024 года.

## Силы сторон

### Россия
- 3-й армейский корпус[19];
- ЧВК «Вагнер».

#### После ухода ЧВК Вагнер
- Добровольческий штурмовой корпус[18][20]
- 98-я гвардейская воздушно-десантная дивизия[21][22][23]
- 11-я отдельная гвардейская десантно-штурмовая бригада[24]
- 83-я отдельная гвардейская десантно-штурмовая бригада[21]
- 4-я отдельная мотострелковая бригада[23]
- 72-я отдельная мотострелковая бригада[22]
- 85-я отдельная мотострелковая бригада[25]
- 200-я отдельная гвардейская мотострелковая бригада[25]
- 57-й мотострелковый полк[26]
- 102-й мотострелковый полк[23]
- 58-й отдельный гвардейский батальон специального назначения[20]

## Предыстория
Во время вторжения России на Украину одной из ключевых целей вооружённых сил РФ был захват Донбасса и «освобождение» территорий ЛДНР. 18 апреля 2022 года украинский президент Владимир Зеленский объявил о начале битвы за Донбасс. До июля 2022 года ВС РФ смогли занять ряд крупных городов Луганской области и тем самым захватить все заявленные территории ЛНР, после чего внимание командования России сместилось в сторону Славянска, Бахмута и Соледара, что было заметно по пятикратному превосходству России в живой силе на этом участке фронта.
Начиная с 17 мая 2022 года, российские войска начали массовые обстрелы Бахмута и его окрестностей, из-за чего ВСУ были вынуждены покинуть Попасную для укрепления своих позиций под Бахмутом, однако это также позволило ВС РФ продвинуться и занять трассу Бахмут — Лисичанск, создав угрозу окружения для войск Украины в районе Лисичанск-Северодонецк. Позже блокпост РФ на трассе был уничтожен, а к 30 мая начались бои за трассу Константиновка — Бахмут, что по сути дало возможность выйти к окраинам Бахмута и начать боевые действия за город. Весь июнь и июль бои шли около Бахмута, в том числе за контроль над трассами, ведущими в город.

## Боевые действия

### 2022
Боевые действия за город начались 1 августа, когда ВС РФ нанесли массированные удары по населённым пунктам южнее и юго-восточнее Бахмута, а также задействовали ДРГ вблизи города, по итогу чего на следующий день ВС РФ добились ограниченных успехов и незначительных продвижений вглубь позиций сил Украины, многократно усилив удары и обстрелы города, а также начав первые попытки выйти на юго-восточные окраины города.
4 августа в районе города действовало до 5—7 ударных БТГ РФ, приблизившись к городу на расстояние до 4—6 км, а на следующий день они продвинули фронт на расстояние до 5 км от города, усиливая тяжёлые артиллерийские удары. 7 августа город был фактически полуокружён, так как ВС РФ смогли сформировать стабильную оборону к югу от него. 8 августа усилились разведывательные действия России под Яковлевкой и Бахмутской у позиций ВСУ (15 км на северо-восток от города), а также наступательные действия под Зайцево и Вершиной (10 км к юго-востоку от Бахмута), направленные на усиление полуокружения и сокращение фронта.
9 августа, спустя 9 дней с начала кампании, ВС РФ смогли в общем счёте продвинуться на 10 км вглубь позиций ВСУ (в большей степени за счёт первых дней нападения), а также частично захватить Вершину, приблизившись на 2 км (теперь удаление было в 13 км) к городу. На следующий день ВС РФ атаковали со стороны Кодемы (11 км к юго-востоку от Бахмута) и Новолуганского (18 км к юго-востоку от Бахмута), при этом успешно захватив Гладосово в 13 км от Бахмута, усиливая наступления с севера и юга и стараясь взять ВСУ в тиски.
12 августа ВС РФ не смогли успешно развить свою операцию по наступлению и с потерями были вынуждены отступать в районе Яковлевки, Кодемы, Вершины и Весёлой Долины (5 км к юго-востоку от города), однако не отказываясь от дальнейших атак. Однако, по итогам потерь, всё большая часть войск формировались из насильно мобилизованных граждан ЛДНР, а имеющиеся части имели крайний низкий боевой дух, из-за чего примерно с середины августа основной силой для атаки стали силы ЧВК «Вагнер». Они выполнили ключевую роль в укреплении существующих на тот момент позиций, заменяли отступающие части, не позволяли фронту рухнуть или серьёзно пострадать, не давали ВСУ возможности контрнаступать, а также захватили Клиновое, Новолуганское и Углегорскую ТЭС.
18 августа ВС РФ начали продвижение по трассе Т1302 из Соледара, а также провели боевые действия под Владимировкой, параллельно ведя генеральное наступление из Покровского (10 км от Бахмута), повторно захватив Семигорье и продвигаясь от Клинового и Кодемы на юг к Бахмуту, в том числе начиная бои за трассу Т0513 Горловка — Бахмут, тем самым ведя наступление с трёх направлений: Горловка — юго-запад вдоль Т0513, Соледар — северо-восток вдоль Т1302, Клиново — Вершина — вдоль М-03 и Е40. На следующий день они заняли Дачу.
К 21 августа наступление ВС РФ выдохлось. С начала кампании они так и не захватили новые значимые территории, проявив неспособность превращать тактические успехи в оперативные или стратегические. С конца августа большинство боёв имели затяжной позиционный характер, а наибольшая активность проявлялась в артатаках и обстрелах. Лишь 6 сентября ВС РФ заняли Кодему.
На конец сентября 2022 года бои продолжали иметь позиционный характер, а боевые действия шли вокруг Зайцево, Отрадовки, трассы Т0513 и Новомихайловки, с максимальным оперативным успехом в лице захвата Жованки.
27 октября ВС РФ вновь[прояснить] захватили цементный завод. С этого момента Россия начала атаковать город иранскими беспилотниками (в середине октября в РФ было выслано 450 единиц). По данным CNN на 4 ноября, российские войска атаковали мебельную фабрику.
12 ноября российские войска заняли железнодорожную станцию в деревне Майорск на юго-востоке от Бахмута, а спустя сутки вся деревня перешла под контроль России.

### 2023
19 января стало известно, что российские войска в ходе своих наступательных операций вокруг Соледара, Бахмута и Авдеевки захватили Клещиевку.
В отчёте от 21 января Институт изучения войны считает, что российские силы, вероятно, постепенно продвигаются вперёд в районе Бахмута. В отчёте Генштаба Украины предполагается, что российские войска могли продвинуться в западную часть Соли (к северо-востоку от Бахмута) для наступления на Васюковку и что российские войска могли также продвинуться к юго-западу от Бахмута в районе Клещеевка-Курдюмовка для наступления на Предтечино. Минобороны России дополнительно утверждало, что российские войска взяли под контроль населённый пункт Двуречье (8 км к северо-востоку от Бахмута), а российские военные блогеры утверждали, что бойцы ЧВК «Вагнер» захватили Краснополевку (12 км к северо-востоку от Бахмута). На кадрах с геолокацией видно, что российские войска постепенно продвигаются в южной части Клещеевки (примерно в 8 км к юго-западу от Бахмута) и на юго-восточных окраинах самого Бахмута. Российский военный блогер заявил, что российские войска пытаются продвинуться из Дылеевки в Белую Гору (примерно в 20 км к юго-западу от Бахмута), вероятно намереваясь перерезать трассу Константиновка — Часов Яр — Бахмут.
29 января ЧВК «Вагнер» заявила о захвате деревни Благодатное к северу от Бахмута.
14 февраля Reuters сообщил о сильных артиллерийских обстрелах Бахмута. По словам украинского губернатора Донецкой области Павла Кириленко, в городе совсем не осталось безопасных мест. Генеральный секретарь НАТО Йенс Столтенберг заявил об усилении российской группировки и назвал это началом нового наступления России.
3 марта на последней остававшейся дороге с твёрдым покрытием в посёлке Хромово, использовавшейся ВСУ для снабжения в Бахмуте, был разрушен мост, и к Хромову подошли силы ЧВК «Вагнер», из-за чего для снабжения остались доступны только грунтовые дороги, соединяющие неповреждённые участки двух шоссе. Был начат частичный отвод ВСУ из района Забахмутка.
7 марта украинские силы провели контролируемое отступление, и 8 марта силы ЧВК «Вагнер» полностью заняли часть города к востоку от реки Бахмутка (Забахмутку).
По данным российского источника, по состоянию на 18 марта ЧВК «Вагнер» контролировала около 70 % территории Бахмута. 19 марта ВСУ провели контратаку к юго-западу от Ивановского, оттеснив российские силы от шоссе Т0504.
16 апреля Министерство обороны РФ сообщило о захвате штурмовыми отрядами ЧВК Вагнера, при фланговой поддержке ВДВ России, двух кварталов в Бахмуте на северо-западной и юго-восточной окраинах города. Пресс-секретарь Восточной группировки ВСУ Сергей Череватый заявил, что российские подразделения проводят атаки «с дьявольским рвением» десятки раз в день.
19 апреля Newsweek сообщил, что по информации российских СМИ, бойцы ЧВК «Вагнер» взяли под контроль около 90 процентов Бахмута. Днем ранее Министерство обороны Великобритании сообщило о «ползучем продвижении» российских сил вокруг города.
В мае ВСУ провели нескольких локальных контратак. 9—10 мая 3-я отдельная танковая бригада ВСУ выбила с плацдарма канала Северский Донец — Донбасс подразделения вновь сформированной в 2022 году 72-й мотострелковой бригады ВС РФ. Пригожин сообщил о 500 убитых бойцах Вагнера. Затем украинские войска атаковали части 4-й бригады ВС РФ (бывшая бригада НМ ЛНР) к северо-западу от Бахмута. В ходе боев в середине мая были убиты двое полковников из бывшего добровольческого формирования самопровозглашенной ЛНР в составе ВС РФ.
20 мая российские власти и Пригожин заявили о полном захвате Бахмута. Президент Путин поздравил «вагнеровцев и военных ВС РФ с освобождением Артёмовска» и пообещал их наградить. Украина выступила с опровержением, заявив, что ВСУ по-прежнему контролируют «определённые объекты» в Бахмуте. На видео с дрона все строения в Бахмуте разрушены. Из довоенного количества населения в 70 000 человек в городе осталось только несколько десятков, сотни погибли, десятки тысяч были вынуждены эвакуироваться.
24 мая 2023 года издание New York Times сообщило, что битва за Бахмут практически завершена и российские силы контролируют город, а ВСУ пытаются оказать давление на город с флангов.
28 мая The Washington Post, и 29 мая — The Wall Street Journal сообщили, что Бахмут находится под контролем российских войск.
30 мая спикер восточной группировки ВСУ Сергей Череватый признал, что Бахмут находится под контролем РФ.
К 31 мая наземные боевые действия практически прекратились: одно столкновение произошло 27 мая. ВСУ приостановили атаку города с флангов.
4 июня Пригожин заявил, что ВСУ, возможно, заняли позиции на юго-западе Бахмута, подтверждая предыдущие сообщения Украины.

## Галерея
- Разрушения в Бахмуте из-за обстрелов
- Стадион «Металлург», 11 июля 2022
- Индустриальный колледж, 22 июля 2022
- Гостиница, 27 июля 2022
- Улица, 10 августа 2022
- Жилой дом, 15 сентября 2022
- Транспортный колледж (бывшее здание земской управы), 11 октября 2022
- «Донецкгеология», 3 февраля 2023

## Потери
7 марта 2023 года журналист The Guardian Дэн Саббаг (Dan Sabbagh) опубликовал у себя в Twitter информацию о том, что потери России в боях за Бахмут составили 20—30 тыс. человек, соотношение раненых к убитым 3 к 1, сославшись на западных официальных лиц на условиях анонимности. Официально информация не подтверждена. Схожую оценку — до 30 тыс. человек — дал британский военный аналитик Филип Ингрэм.
В мае 2023 года пресс-секретарь Совета национальной безопасности США Джон Кёрби заявил, что с декабря 2022 года на бои за Бахмут пришлась значительная часть российских потерь, в том числе 10 тысяч погибших бойцов ЧВК «Вагнер», большинство из которых были российскими заключёнными. Общие потери России за этот период разведка США оценила в 20 тысяч погибшими и 80 тысяч ранеными. BBC оценивает потери РФ за 10 месяцев в Бахмуте в более 20 тыс. погибших.
Русская служба Би-би-си и «Медиазона», опираясь на записи ЧВК Вагнер, сообщили о гибели 19547 сотрудников ЧВК в результате боёв за Бахмут в период с июня 2022 по июнь 2023 года.
24 мая 2023 года глава ЧВК Вагнер Евгений Пригожин заявил, что из завербованных 50 тысяч заключенных в боях за Бахмут погибло 10 тысяч — около 20 %. Также погибло 10 тысяч штатных бойцов ЧВК. При этом потери украинской стороны боях за Бахмут Пригожин оценил в 50 тысяч убитыми и 50—70 тысяч ранеными.
В исследовании осени 2023 потери России оцениваются в 32 — 43 тыс. убитых и 95 тыс. раненых, потери Украины составили 15 — 20 % от российских. Исследование начала 2024 года оценило потери россиян в 4 раза больше потерь сил Украины, однако Украина теряла опытных военных, в то время как атаковавшие Бахмут силы РФ — Вагнера состояли на 70 % из набранных в российских тюрьмах заключенных. Историк Николай Митрохин оценил потери российской стороны в 25 тыс. убитых. Генерал-майор Джон Харрел отмечает, что из 50 000 заключенных, завербованных Вагнером, только 25 000 получили помилование, что означает, что 25 000 были убиты. Согласно одному из сообщений, число убитых профессиональных наемников могло достигать 15 000, в результате чего общее число убитых вагнеровцев составило около 40 000, а общие потери - число убитых и раненых - составили 80 000. Харрел оценивает численность Вагнера на начало 2023 года в 85 000, и в 5 000 после битвы за Бахмут. Он также отмечает, что неблагоприятное соотношение убитых и раненых свидетельствует о плохой эвакуации раненых и плохом медицинском обеспечении.
Согласно информации, предоставленной Королевскому объединённому институту оборонных исследований высокопоставленными украинскими офицерами, потери Украины в ходе боёв за Бахмут составили около 10 тысяч человек убитыми и тяжелоранеными.

## Оценки
Исследователи военного дела характеризуют захват Россией Бахмута как «пиррову победу», отмечая большие потери, понесенные Россией.
По мнению властей США, стремление ЧВК «Вагнер» захватить Бахмут продиктовано «одержимостью» основателя ЧВК Евгения Пригожина взять под контроль соляные и гипсовые месторождения в Донецкой области. По оценке представителя Белого дома, лишь за один месяц — декабрь 2022 года — ЧВК потеряла тысячу человек.
20 января 2023 года немецкое издание Spiegel со ссылкой на свои источники писало, что Федеральная разведывательная служба Германии (BND) «встревожена из-за высоких потерь, понесённых украинской армией в боях за стратегически важный город Бахмут». По информации издания, «на этой неделе» служба внешней разведки на секретном совещании в Бундестаге проинформировала политиков по безопасности, что в настоящее время украинская армия ежедневно теряет в боях с россиянами трёхзначное число солдат.
В Вашингтоне считают, что Украина потратила значительные ресурсы на защиту Бахмута, но существует высокая вероятность того, что россияне в конечном итоге вытеснят оттуда украинцев, сказал американский чиновник в разговоре с изданием Reuters. Франс-Пресс со ссылкой на высокопоставленного американского чиновника пишет, что Вашингтон порекомендовал Киеву вывести войска из города.
27 января 2023 года Bloomberg привёл оценку официальных лиц США, согласно которой атаки России под Бахмутом истощили украинские силы, а также отвлекли войска и подорвали способность Киева проводить наступательные операции в других местах. По другим данным, оборона Бахмута позволила ВСУ отвлечь российские резервы с других направлений, что дало возможность отправить группу военнослужащих ВСУ на обучение наступательным действиям на базе Графенвёр в Германии.
По мнению директора программы изучения России в CNA Майкла Кофмана, к концу января 2023 года российские войска понесли большие потери в боях за Бахмут, поскольку зачастую их бойцы сражались в пеших порядках без поддержки бронетехники. Потери Украины, как заметил эксперт, могут быть меньше, но более болезненными. По словам Кофмана, большая часть солдат, воюющих на стороне России за Бахмут, набрана из мест заключения либо хуже подготовлена, чем военнослужащие, с которыми РФ начинали вторжение. Украина же под Бахмут отправляла свои лучшие части, используя на основных оборонительных линиях национальную гвардию и другие хорошо подготовленные подразделения. По сути, приводит слова Кофмана The New York Times, Украина вынуждена была разменивать свои лучшие части в боях с менее подготовленными «расходуемыми» подразделения сил России. По мнению эксперта, это может стать препятствиям для украинского наступления в будущем.
В начале февраля 2023 года агентство Bloomberg со ссылкой на американских и европейских официальных лиц сообщило о том, что, возможно, вскоре Украине придётся вывести свои войска из Бахмута и подарить России символическую победу, чтобы собрать ресурсы для весеннего наступления на Юге.
19 февраля Die Welt опубликовало мнение военного аналитика центра Европейского совета по международным отношениям Густава Гресселя, который заявил, что украинские войска отступят из Бахмута точно так же, как они вышли из находящейся рядом Красной Горы. Командующий гвардией ВС Австрии Маркус Рейснер в беседе с тем же изданием предположил, что с падением Бахмута рухнет и вторая линия украинской обороны, а ВСУ придется отступить на фронт Славянск — Краматорск. По мнению Маркуса, это была бы большая пропагандистская победа для России, сравнимая с её территориальными приобретениями лета предыдущего года.
16 марта 2023 года New York Times сообщила, что Пентагон выразил обеспокоенность руководству Украины по поводу большого расхода боеприпасов под Бахмутом. По мнению американцев, это может поставить под угрозу запланированное весеннее контрнаступление. Определяющим оружием войны на Украине была названа артиллерия, включая гаубицы и миномёты. Согласно приведенной оценке, у Украины будет лишь одна возможность для контрнаступления из-за нехватки артиллерийских боеприпасов. Союзники Украины столкнулись с невозможностью организовать поставки снарядов в достаточном количестве, поскольку собственные запасы в значительной степени истощены, а для организации производства в необходимом объёме потребуется значительное время. По словам издания, США предостерегли Украину от чрезмерного использования артиллерийских боеприпасов в Бахмуте. Другим негативным фактором, связанным с Бахмутом, были названы украинские потери, которые, согласно заявлениям официальных лиц, очень серьёзны. В публикации приводились свидетельства украинских военных, задействованных в защите Бахмута, жаловавшихся на нехватку зарядов для гаубиц и минометов.
В интернет попали секретные документы разведки США, в которых даётся оценка обстановки вокруг Бахмута на конец февраля 2023 года. Согласно документам, в тот период в Бахмуте сложилась сложная оперативная обстановка и город был на грани окружения. Руководство ВСУ было вынуждено отправить на защиту трассы, с помощью которой велось снабжение Бахмута, элитные силы армии Украины. В документе приведена оценка Романа Машовца, согласно которой, в тот момент единственная дорога, ведущая в Бахмут, находилась под артиллерийским контролем ВС РФ и это негативно сказывалось на моральном духе украинских военнослужащих. Официальные лица США признали подлинность документов.
Военный аналитик из Польши Конрад Музыка после поездки в Бахмут в марте 2023 года сообщил, что считает удержание города, учитывая масштабы потерь ВСУ, в военном смысле бессмысленным.
В материале BBC, опубликованном 27 апреля 2023 года, украинские военнослужащие под Бахмутом говорят о нехватке боеприпасов. В частности, если в 2022 году они могли себе позволить залпы по 40 ракет из установок БМ-21 «Град», то в этом году выпускают всего по несколько снарядов. По их словам, у Украины не осталось своих ракет для этих систем РСЗО. Их поставки идут из Чехии, Румынии и Пакистана. Причем последние — плохого качества. Среди военнослужащих ВСУ зреют опасения, что если у Украины не будет в этом году решительных побед, то их западные союзники устанут им помогать.
По мнению старшего научного сотрудника фонда Defense Priorities Foundation Дэниэла Дэвиса, оборона Бахмута стала для Украины дорогостоящей ошибкой со стратегическими последствиями. В ходе защиты города, который не имел стратегического или даже критического оперативного значения, были потрачены невосполнимые ресурсы и критически важные для контрнаступления летом 2023 года бригады. По мнению Дэвиса, с военной точки зрения украинским войскам в марте 2023 года было необходимо отступить из города на выгодные позиции, расположенные западнее на возвышенностях.
Исследователи отмечают, что Бахмут расположен на юго-востоке Юзовского газового месторождения, и «контроль над Юзовским месторождением значительно укрепил бы стратегию Путина по использованию экспорта российского газа в качестве оружия. Даже превращение Юзовской в милитаризированную ничью землю или разрушенную пустошь могло бы отбросить движение Украины к энергетическому суверенитету на десятилетия назад».